# Nick Dinsmore
Nicholas Dinsmore (Jeffersonville (Indiana), 17 december 1975) is een Amerikaans professioneel worstelaar die vooral bekend is van zijn tijd bij World Wrestling Entertainment (WWE) als Eugene.

## In worstelen
- Afwerking bewegingen
  - Als Nick Dinsmore
    - Bridging German suplex

  - Als Eugene / U-Gene
    - Pedigree (overgenomen van Triple H)
    - Rock Bottom (overgenomen van The Rock)
    - Stone Cold Stunner (overgenomen van "Stone Cold" Steve Austin)

- Kenmerkende bewegingen
  - Airplane spin
  - Atomic drop
  - Bridging German suplex
  - Diving double axe handle

- Managers
  - Kenny Bolin
  - William Regal
  - Christy Hemme

- Bijnaam
  - "Mr. Wrestling" Nick Dinsmore

## Prestaties
- Heartland Wrestling Association
  - HWA Heavyweight Championship (1 keer)

- Music City Wrestling
  - MCW North American Tag Team Championship (1 ker met Rob Conway)

- Ohio Valley Wrestling
  - OVW Heavyweight Championship (9 keer)
  - OVW Southern Tag Team Championship (11 keer; 10x met Rob Conway en 1x met Flash Flanagan)

- World Wrestling Entertainment
  - WWE World Tag Team Championship (1 keer met William Regal)